# Леонтьев, Владилен Вячеславович
Владилен Вячеславович Леонтьев (15 марта 1928, Чумикан, Хабаровский край — 28 июня 1988, Магадан) — советский писатель, историк-этнограф, фольклорист, переводчик, педагог. Член Союза писателей СССР, кандидат исторических наук.

## Биография
Весной 1935 года семья Леонтьевых вместе с 7-летним Владиленом переехала из Хабаровского края на Чукотку, в Уэлен, на тот момент крупный посёлок и административный центр Чукотского района. Глава семьи — Вячеслав Михайлович Леонтьев, в прошлом — активный участник гражданской войны в Приамурье, был назначен первым директором Уэленской косторезной мастерской.
Влад Леонтьев пошёл в первый класс, где он был единственным русским учеником в классе с чукотскими детьми. Он быстро освоил чукотский язык, и с юных лет у него проявилась любовь к местному национальному фольклору.
Среднюю школу В. Леонтьев закончил в Анадыре, после чего работал матросом, мотористом, морским охотником, в то же время освоил профессию художника-костореза. На срочную армейскую службу он был призван в подмосковную авиационную часть, однако был комиссован по состоянию здоровья (туберкулёз) и вернулся в Уэлен. В 1949 году В. Леонтьев, в совершенстве владея чукотским языком, поступил в северное отделение Ленинградского государственного педагогического университета им. Герцена. Во время учёбы он перевёл на чукотский стихи Маяковского, произведения Гайдара, Бианки, Мамина-Сибиряка. Однако в 1952 году Леонтьев прерывает обучение и вновь возвращается в Уэлен, где работает учителем, а вскоре становится директором школы.
В 1956 году Владилен Вячеславович переезжает в Магадан, где стал работать инспектором областного отдела народного образования, при этом закончил прерванное обучение в Хабаровском педагогическом институте. В это время Леонтьев издаёт свои первые научно-методические работы, среди которых одно из последних в Советском Союзе пособие по обучению грамоте взрослых, а также учебники для начальных классов. С 1958 года в альманахе «На севере дальнем» стали издаваться художественные публикации писателя, а в 1962 году вышла первая книга — «В чукотском море», которая была впоследствии издана в авторском переводе на чукотском.
С 1964 года Леонтьев становится сотрудником магаданского Северо-Восточного комплексного научно-исследовательского института в лаборатории археологии и этнографии под руководством Н. Н. Дикова, где и проработает до конца жизни. В 1969 году в Новосибирске Леонтьев успешно защищает кандидатскую диссертацию «Народы Чукотки на современном этапе коммунистического строительства (1958—1967 гг.)».
Параллельно научной работе Владилен Вячеславович продолжает публикацию своих художественных произведений, главная из которых — дилогия «Антымавле — торговый человек». В 1970 году автор был принят в члены Союза писателей СССР. Вскоре после этого Леонтьев стал собирать материал по этнографии самого малочисленного народа Крайнего Северо-Востока — кереков. Им было возглавлено три полевые экспедиции в южной части Чукотки, итогом которых стала книги «Этнография и фольклор кереков» и «По земле древних кереков». Также учёный записывал и переводил чукотские сказки и предания.
Ещё с середины 1950-х гг. Леонтьев стал собирать сведения о происхождении чукотских и корякских посёлков, рек и гор, топонимических преданий. Это воплотилось в фундаментальном труде учёного, вышедшим уже после его смерти — «Топонимический словарь северо-востока СССР», в который вошли более 9 тысяч статей о происхождении географических названий Чукотки, Колымы, Корякии, Камчатки, восточной части Якутии. С выходом данного словаря топонимическая изученность указанных регионов до сих пор значительно превосходит в этом отношении соседние территории Дальнего Востока.
В 1982—1985 гг. Владилен Леонтьев возглавлял Магаданскую областную писательскую организацию.

## Награды
- наградной знак «Отличник народного образования»
- орден «Дружбы народов» (1963)

## Избранная библиография
- В Чукотском море. — Магадан, 1961
- Русско-чукотский разговорник (составитель В. Кеулькут, консультант. - В. Леонтьев) - Магадан: Магаданское книжное издательство, 1958
- Приключения храброго Ейвелькея, 1973
- Антымавле — торговый человек — М.: Сов. Россия, 1974
- По земле древних кереков. — Магадан, 1976
- Пора охоты на моржей. — Магадан, 1984
- Этнография и фольклор кереков. — М.: Наука, 1983
- Топонимический словарь северо-востока СССР. — Магадан: Магаданское книжное издательство, 1989